# Karl Hermann von Brevern

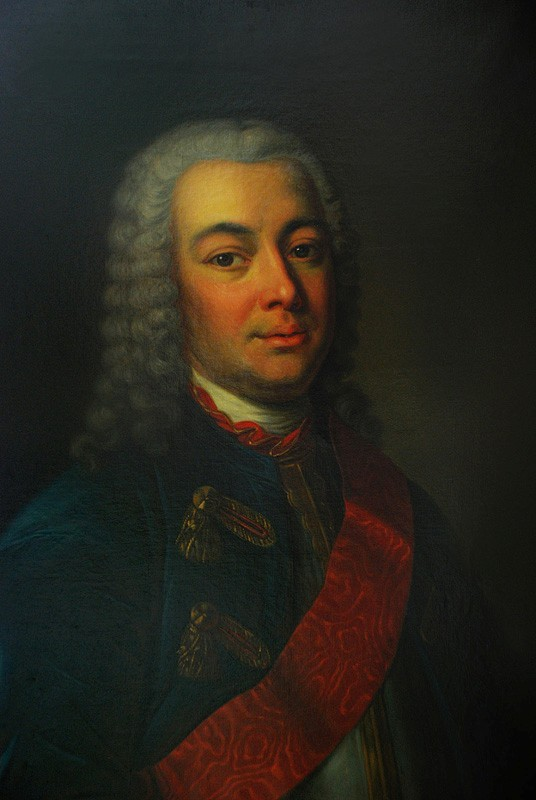
Karl Hermann von Brevern (1704–1744)

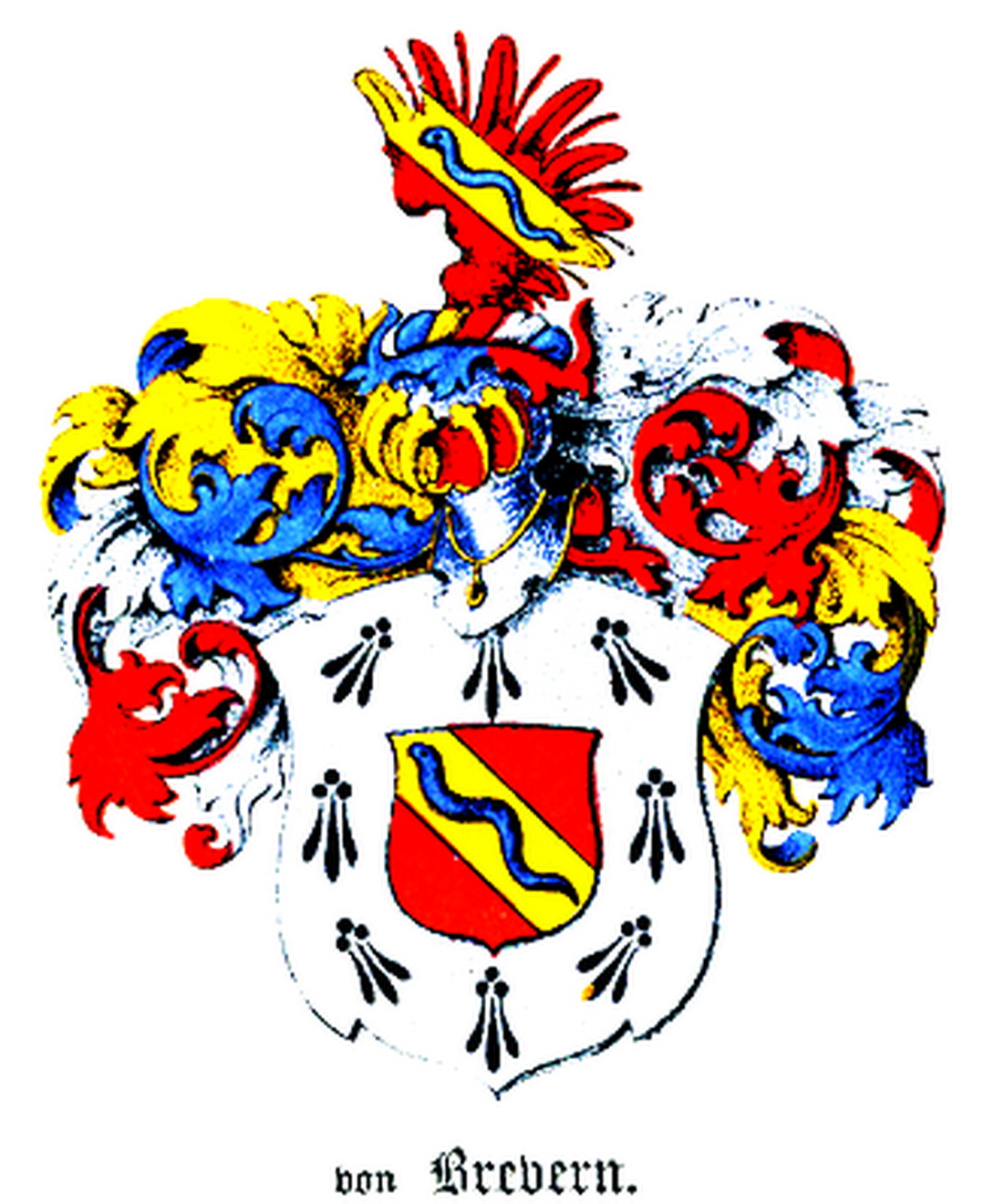
Wappen derer von Brevern

Karl Hermann von Brevern (russisch: Карл фон Бреверн * 22. Oktober 1704 in Riga; † 3. Januar 1744 in Sankt Petersburg) stammte aus dem deutsch-baltischen Adelsgeschlecht der Brevern. Er war in russischen Diensten Kabinettsmitglied, Diplomat und Präsident der  Russischen Akademie der Wissenschaften in Sankt Petersburg. 

## Leben
Karl Hermann von Brevern, Rufname Karl, war der Sohn, des als Hermann Brever geborenen, Hermann von Brevern (1663–1721) und dessen Ehefrau Katharina geb. von Reutern (1679–1746). Er studierte 1719 in Königsberg und gehörte später dem Kollegium an der Schule für Auswärtige Angelegenheiten in Sankt Petersburg an. 1726 wurde er Legationssekretär in Stockholm. Von 1731 bis 1734 begleitete er den königlichen Gesandten Graf von Löwenwolde auf diplomatischen Missionen nach Wien, Dresden und Berlin. 1734 avancierte er zum ständigen Sekretär und war von 1735 bis 1740 Kanzleirat im Kabinett der russischen Kaiserin Anna (1730–1740). Er verließ als Geheimrat seiner Majestät das Kabinett und war von 1740 bis 1744 Präsident der Akademie der Wissenschaften in Sankt Petersburg. 
Im Jahre 1741 war er am Sturz des russischen Zaren Iwan VI. (1740–1741) beteiligte und stellte sich der neuen Kaiserin Elisabeth (1741–1761) zur Verfügung. Er war Mitverfasser des Manifestes zum Thronwechsel und wurde 1741 Mitglied der Ministerkonferenz für die auswärtigen Angelegenheiten. Er befürwortete mit dem Vizekanzler Alexei Petrowitsch Bestuschew die russisch-österreichisch-englische Allianz und war bis zu seinem Tod im Jahr 1744 eine herausragende Persönlichkeit in der russischen Außenpolitik. 
Er heiratete 1740 Amalia Dorothea Freiin von Keyserlingk aus dem Hause Okten im Kurland, die der Kaiserin Anna als Hofdame diente. Die Ehe blieb kinderlos.